# El micro de oro
El micro de oro è un album in studio dei rapper italiani Tormento e Primo, pubblicato l'11 marzo 2014 dalla ThisPlay Urban.

## Descrizione
La produzione del disco si divide tra DJ Squarta (5 tracce), che ha collaborato per anni con Primo nei Cor Veleno, Shablo (3 tracce), Fritz da Cat, DJ Smoka, 3D, RetroHandz e IllGrosso. L'album vanta le collaborazioni di diversi artisti appartenenti alla scena rap italiana, come Coez, Salmo, Esa e Gente Guasta. L'album è stato inoltre l'ultimo pubblicato da Primo prima della sua morte avvenuta nel 2016.
El micro de oro è stato accolto positivamente da parte della critica specializzata.

## Tracce
1. El micro de oro (pugni & contanti) – 3:07 (David Maria Belardi, Massimiliano Cellamaro, Francesco Saverio Caligiuri)
2. Mantenere – 3:34 (David Maria Belardi, Massimiliano Cellamaro, Francesco Saverio Caligiuri)
3. Boomerang (feat Coez) – 4:13 (David Maria Belardi, Massimiliano Cellamaro, Silvano Albanese, Giuseppe Delli Santi, Valentino Martina)
4. Carico (feat Salmo) – 3:30 (David Maria Belardi, Massimiliano Cellamaro, Maurizio Pisciottu)
5. Il cuore & la penna (feat Mezzosangue) – 4:14 (David Maria Belardi, Massimiliano Cellamaro, Fabrizio Mari, Luca Ferrazzi)
6. Solo i più grandi (feat Santiago) – 3:36 (David Maria Belardi, Massimiliano Cellamaro, Pablo Miguel Lombroni Capalbo, Marco Muraglia)
7. Providence – 3:56 (David Maria Belardi, Massimiliano Cellamaro, Francesco Saverio Caligiuri)
8. PE (feat Grandi Numeri) – 3:12 (David Maria Belardi, Massimiliano Cellamaro, Giorgio Cinini)
9. Amore di strada – 3:19 (David Maria Belardi, Massimiliano Cellamaro, Francesco Saverio Caligiuri)
10. Ce l'ho messa tutta – 2:36 (David Maria Belardi, Massimiliano Cellamaro, Davide D'Onofrio)
11. Caramelle – 3:14 (David Maria Belardi, Massimiliano Cellamaro, Francesco Saverio Caligiuri)
12. Governo ombra (feat. Esa e Polare - Otierre) – 3:02 (David Maria Belardi, Massimiliano Cellamaro, Francesco Cellamaro, Daniele Macchi)
13. Per stare fresco – 3:25 (David Maria Belardi, Massimiliano Cellamaro, Alessandro Civitelli)

## Formazione
Musicisti
- Tormento – voce
- Primo – voce
- Coez – voce aggiuntiva (traccia 3)
- Salmo – voce aggiuntiva (traccia 4)
- Mezzosangue – voce aggiuntiva (traccia 5)
- Fabio Fedra Palmieri – chitarra elettrica, chitarra acustica e talk box (traccia 5)
- Santiago – voce aggiuntiva (traccia 6)
- Grandi Numeri – voce aggiuntiva (traccia 8)
- Esa e Polare – voci aggiuntive (traccia 12)

Produzione
- Primo, Tormento – produzione
- Squarta – produzione (tracce 1, 2, 7, 9 e 11), missaggio, mastering
- Retrohandz – produzione (traccia 3)
- DJ Smoka – produzione (tracce 4, 8 e 12)
- Ill Grosso – produzione (traccia 5)
- Shablo – produzione (traccia 6)
- 3D – produzione (traccia 10)
- Fritz da Cat – produzione (traccia 13)

## Classifiche
| Classifica (2014) | Posizione massima |
| ----------------- | ----------------- |
| Italia            | 14                |